# Балтийская макома
Балтийская макома (лат. Limecola balthica) — вид морских двустворчатых моллюсков из семейства теллинид. 
Раковина треугольной формы красного, жёлтого, зелёного или бело-коричневого цвета  длиною от 2 до 3 см. Внутренняя сторона раковин часто красного цвета. 
Моллюск обитает в ваттах, зарываясь в песок на глубину 4—10 см. Питается водорослями. 
Вид распространён в северной части Атлантического и Тихого океана.

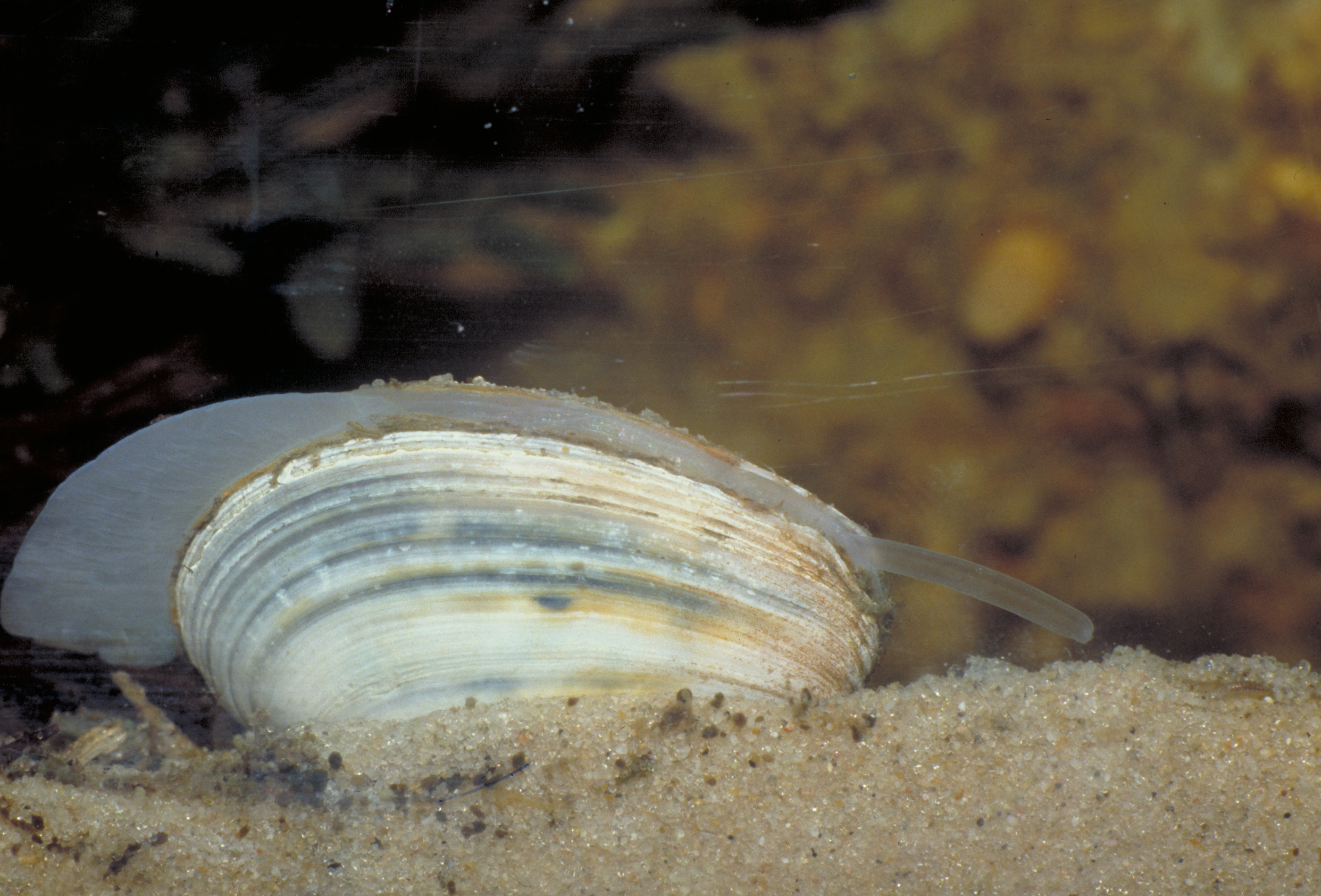